# 遍歷性 (信號處理)
遍历性（英語：Ergodicity），是指动力学系统或随机过程的统计结果在时间和空间上的一致性，表现为时间均值等于空间均值。 例如要得出一个城市A、B两座公园哪一个更受欢迎，有两种办法。第一种办法是在一定的时间段考察两个公园（在空间上考察）的人数，人数多的为更受欢迎公园；第二种办法，随机选择一名市民，跟踪足够长的时间（在时间上考察）来统计他去两个公园的次数，去得多的为更受欢迎公园。如果这个两个结果始终一致，则表现为遍历性。

## 腳註
1. ↑  Fisher, A.J.;  et al. . PNAS. 2018, 115 (27): 6106–6115. doi:10.1073/pnas.1711978115.